# پیر پیترسون
پیر پیترسون (انگلیسی: Per Petterson؛ زادهٔ ۱۸ ژوئیهٔ ۱۹۵۲) پدیدآور، رمان‌نویس اهل نروژ است.

## فعالیت‌ها
پترسون یک کتابدار آموزش دیده‌است. او قبل از اینکه نویسنده ای تمام وقت شود به عنوان کتابدار، مترجم و منتقد ادبی کار می‌کرد. او به کنوت هامسون و ریموند کارور به عنوان کسانی که روی او تأثیر داشته‌اند اشاره می‌کند.

## کتاب‌ها
اولین اثر پیر پیترسون مجموعه ای از داستانهای کوتاه در سال ۱۹۸۷ بود. تا کنون وی رمان‌های خوبی منتشر کرده‌است.
کتاب به سوی سیبری ۱۹۹۶، دررابطه با جنگ جهانی دوم در سال ۱۹۹۸ در انگلیس منتشر شد و جایزه ادبی کشورهای نوردیک را دریافت کرد.
کتاب به سوی I kjølvannet, 2002، داستان یک مرد جوان است که خانواده خود را در فاجعه کشتی ستاره اسکاندیناوی در ۱۹۹۰ از دست داد. پیر پیترسون نیز مادر، پدر و برادر کوچکتر خود را در جریان همین حادثه از دست داد. این کتاب جایزه ادبی نروژی Brage Prize در سال۲۰۰۲ را دریافت کرد.
رمان دیگر وی به نام من رودخانه زمان را نفرین می‌کنم (I Curse the River of Time) جایزه ادبی نوردیک ۲۰۰۹ را از آن خود کرد و در سال ۲۰۱۰ با ترجمه انگلیسی به چاپ رسید.
اوج موفقیت او، رمان Ut og stjæle hester 2003 بود که دو جایزه ادبی نروژ را از آن خود کرد و در سال ۲۰۰۵ به انگلیسی ترجمه و منتشر شد. این کتاب با نام انگلیسی Out Stealing Horses سال ۲۰۰۶ جایزه داستانهای مستقل خارجی International Dublin Literary Award و در سال ۲۰۰۷ جایزه ایمپک دوبلین را از آن خود کرد.
کتاب Out Stealing Horses به عنوان ۱۰ کتاب برتر سال ۲۰۰۷ نامگذاری شد.
آثار پیر پیترسون به ۵۰ زبان دنیا ترجمه شده‌است.

## آثار ترجمه شده در ایران
از این نویسنده، رمان «به هوای دزدیدن اسب‌ها» (Out Stealing Horses، برنده ایمپک دوبلین ۲۰۰۷) با ترجمه فرشته شایان توسط نشر چشمه در سال ۱۳۹۸ منتشر شده‌است.

## جوائز
- جایزه ادبی کشورهای نوردیک ۲۰۰۹
- جایزه افتخار ۲۰۰۸
- جایزه منتقدان ادبی نروژی ۲۰۰۸
- جایزه ادبی بین‌المللی دوبلین ۲۰۰۷
- یکی از ۵ کتاب تاریخی برتر سال ۲۰۰۷، نیویورک تایمز
- جایزه ادبی اروپایی Le Prix Litteraire Europeen Madeleine Zepter 2007
- جایزه داستان مستقل خارجی ۲۰۰۶
- جایزه منتقدان ادبی نروژی ۲۰۰۳
- جایزه کتابفروشی نروژ ۲۰۰۳
- جایزه Brage Prize 2000